# Wielingen (F910)
Wielingen (F910) je fregata iz istoimene klase fregata Wielingen koja je bila u službi belgijske mornarice. Izgrađena je 30. ožujka 1976. u brodogradilištu Boelwerf dok je porinuta u more 20. ožujka 1978. Svečanoj ceremoniji porinuća broda nazočila je belgijska kraljica Fabiola kao njegova kuma.
Riječ je o prvoj fregati iz te klase kojoj je dodijeljen broj F910 te je do 2007. godine služila matičnoj mornarici. 1990. i 1991. godine Wielingen je tijekom Zaljevskog rata sudjelovao u Operaciji Južni povjetarac čime je Iraku nametnuta pomorska blokada.
Fregata je kasnije prodana Bugarskoj te je u veljači 2009. napustila mornaričku bazu Zeebrugge pod bugarskom zastavom. Brod je uz još jednu fregatu iz te klase (Westdiep) preimenovan u Verni (bug. Верни, hrv. Odan) na ceremoniji u vojnoj luci u Burgasu. Novi brod u sastavu bugarske ratne mornarice dobio je broj 42.
Bugarska je od Belgije kupila ukupno tri fregate iz te klase kao i jednog minolovca iz klase Tripartite.

## Galerija slika
- Wielingen (F910) i Westdiep (F911).
- Wielingen (F910) i Wandelaar (F912).
- Wielingen na suhom doku u Antwerpenu.
- Pogled na Wielingenov pramac.
- Stari pogonski propeler Wielingena.
- Ispaljivanje rakete s Vernog tijekom mornaričke vježbe.
- Fregata Verni 42 tijekom vježbe Breeze 2017.
- Verni i ruski amfibijski brod Cezar Kunikov kraj Varne.

## Vidjeti također
Povezane fregate
- Westdiep (F911)
- Wandelaar (F912)
- Westhinder (F913)
- Fregate klase Wielingen

## Vanjske poveznice
- The Bulgarian Naval Exercise BREEZE 2018 is Ongoing